# Psara rubricostalis
Psara rubricostalis là một loài bướm đêm trong họ Crambidae.